# Levan Moseshvili
Levan Moseshvili, (georgiano: ლევან მოსეშვილი;cirílico:Леван Георгиевич Мосешвили) (Tbilisi, 23 de maio de 1940 – 5 de março de 2020) foi um basquetebolista georgiano que integrou a seleção soviética que conquistou a medalha de prata disputada nos XVIII Jogos Olímpicos de Verão realizados em 1964 em Tóquio.
Morreu no dia 5 de março de 2020, aos 79 anos.